# Искра Радева
Искра Димитрова Радева-Станулова е българска актриса.

## Биография
Родена е на 21 март 1951 г. в София.
През 1973 г. завършва актьорско майсторство за драматичен театър във ВИТИЗ „Кръстьо Сарафов“ в последния клас на Апостол Карамитев и от същата година е в трупата на Народния театър за младежта.
На Стената на славата пред Театър 199 има пано с нейните отпечатъци.
През 90-те години Радева проявява активност в шоубизнеса, поп музиката и камерната сцена, изявява се като автор на текстове на песни и спектакли.
През 1997 г. актрисата напуска Младежкия театър, а през 1999 г. създава свой театър – „Искри и сезони“, проявявайки се като продуцент и режисьор. През 2000 г. поставя шоуспектакъла „Сбогом, 20 век“, а нейната продуцентска къща „ИРД“ организира едни от най-шумните шоу-спектакли в България.

## Кариера на озвучаваща актриса
Радева се занимава с дублаж на сериали за Българската телевизия (Първа програма) през 80-те и 90-те години. Най-известната ѝ роля в озвучаването е тази на Меги Клийри в „Птиците умират сами“. Сред някои от другите сериали с нейно участие са „Богат, беден“ и „Завръщане в Рая“.

## Личен живот
Нейна дъщеря е водещата на игра в предаването „На кафе с Гала“ по Нова телевизия Елена Станулова.

## Театрални роли
- „Вик за любов“ (Жозиан Баласко)
- „Женско царство“ (Ст. Л. Костов)
- „Любовна нощ“ (Рей Галтън Джон Антробс)
- „Наследството“ (Пиер Шано)
- „Ожени се за мен“ (Анна Петрова) по Джон Ъпдайк
- „Квартет за двама“ (Анатолий Крим) – Елена
- „Безпаметна любов“ (Валентин Красногоров) – Марина
- „Депутатите не лъжат“ (Димитрис Псатас) – Джени Ферекис
- „Лоши момичета“ (Нийл Саймън)
- „The Best“ (Искра Радева и Иван Балсамаджиев)
- „Имам нужда от теб“ (Нийл Саймън) – Ивлин Мейра
- „Лудории в съботната вечер“ (Марсел Митоа) – Люсиен
- „Луд съм по теб“ (Нийл Саймън) – Джени
- „Втори меден месец“ (Мортимър и Кук) – Милдрид[4]
- „Хубавата Мария“
- „Любов необяснима“
- „Една чанта мечти“
- „Двамата веронци“ (Уилям Шекспир) – Джулия
- „Професията на мисис Уорън“ (1996) (Бърнард Шоу)
- „Автобиография“ (1977) (Бранислав Нушич)

## Телевизионен театър
Радева става популярна актриса от значителните си постижения в телевизионния театър:
- „Луд съм по теб“ (2001)
- „Бродът“ (1989)
- „Пази се от ягуар“ (1989)
- „Забравен ключ“ (1989) (Алка Радионова)
- „Дълъг ден“ (1988) (Виктория Токарева) - Виктория Владимирова, тв журналистка
- „Представянето на комедията „Г-н Мортагон“ от Иван Вазов и Константин Величков в пловдивския театър „Люксембург“ в 1883 г.“ (1988) (Пелин Пелинов), 2 части – Лия Сапунова
- „Черни очи за случайни срещи“ (1988) (от Любомир Пеевски, реж. Чавдар Савов)
- „Хартиеният човек“ (1986) (Кънчо Атанасов)
- „Незабравими дни“ (1985) (Лозан Стрелков), 2 части
- „Владетелят на света“ (1985) (Александър Беляев)
- „Чичовци“ (1984) (Иван Вазов), мюзикъл – Христина
- „Рози за доктор Шомов“ (1984) (от Драгомир Асенов, реж. Димитрина Гюрова и Николай Савов)
- „Последният дуел“ (1984) (Мар Байджиев)
- „Ифигения в Таврида“ (1983) (Гьоте) – Ифигения
- „Лунният камък“ (1982) (Уилки Колинс), 3 части
- „Джин и медени питки“ (1981) (Нийл Саймън)
- „Владетелят на света“ (1979)
- „Арсеник и стара дантела“ (от Джоузеф Кесълринг, реж. Асен Траянов), 2 части
- „Един миг от пропастта“ (1979) (Н. Мирошниченко) – Лена
- „Ако...“ (1979) (Самуил Альошин)
- „Емилия Галоти“ (1979)
- „Незавършена симфония“ (Божидар Божилов) (1978) – Мария
- „Нервни времена“ (1978) (Радослав Михайлов)
- „Емилия Галоти“ (Готхолд Ефраим Лесинг) (1978)
- „Моите непознати“ (Михаил Величков) (1978), 2 части
- „Варшавска мелодия“ (Леонид Зорин) (1978) – Хелена
- „Иванко“ (1978)
- „Каин магьосникът“ (1978) (Камен Зидаров)
- „Свободен час“ (1977) (Н. Долинина)
- „Съдии на самите себе си“ (1977)
- „Стъклената менажерия“ (1977) (Тенеси Уилямс)
- „В люляковата градина“ (1977) (А. Салодар)
- „Мотопедът“ (1975)
- „Черната стрела“ (1974) (Йордан Добрев)

## Филмография
| Година      | Филми и Сериали                                     | Серии | Копродукции       | Роля                                                   |
| ----------- | --------------------------------------------------- | ----- | ----------------- | ------------------------------------------------------ |
| 2011 – 2016 | Под прикритие (тв сериал)                           | 60    |                   | Йоанна Велева, майка на Съни (2011 – 2012)             |
| 2006        | Приятелите ме наричат Чичо (тв)                     |       |                   | адвокат Дичева                                         |
| 2004        | Бледа сянка (Shade of Pale)                         |       | САЩ               | Мима                                                   |
| 2004        | Капан                                               |       |                   | майката на Мария                                       |
| 2004        | Трябва да ти кажа нещо                              |       |                   | майката                                                |
| 2002        | Емигранти                                           |       |                   | майката на Мариела                                     |
| 1991        | Тони                                                |       |                   | Елена, майката на Весо                                 |
| 1991        | Аз съм твоят брат                                   |       |                   | Янка Матанова, директорката на дома за изоставени деца |
| 1988        | Защитете дребните животни                           |       |                   | Веселина, ученическата любов на Гецата                 |
| 1988        | Дълъг ден                                           |       |                   |                                                        |
| 1988        | Последната любов на Меланио (Melanios letzte Liebe) |       | ГДР               | Мария Соледад                                          |
| 1987        | Детско капричио (тв)                                |       |                   | актрисата Стоянова, майка на Веселка                   |
| 1986        | Битката за Бяла Сълзлийка (тв сериал)               | 3     |                   |                                                        |
| 1985        | Маневри на V етаж                                   |       |                   | Генчето, жената на Тахов                               |
| 1984        | Почти ревизия (тв сериал)                           | 4     |                   | колежката                                              |
| 1982        | Балада за звънците                                  |       |                   | съселянка                                              |
| 1980        | Вярност                                             | 2     |                   | журналистката Лиляна Томова                            |
| 1980        | Спилитим и Рашо (тв сериал)                         | 20    |                   | жената на хаджията (в X серия)                         |
| 1978        | Насрещно движение                                   |       |                   | Елена                                                  |
| 1978        | Моите непознати                                     | 2     |                   |                                                        |
| 1978        | Отрова в извора                                     |       |                   | Първанова                                              |
| 1977        | Хирурзи                                             |       |                   | д-р Симеонова                                          |
| 1974        | Иван Кондарев                                       | 2     |                   |                                                        |
| 1974        | Синята лампа (тв сериал)                            | 10    |                   | Фани (в V серия: „Танго с Фани“)                       |
| 1973        | Очакване                                            |       |                   |                                                        |
| 1971        | Оцеола (Osceola)                                    |       | ГДР/България/Куба | Че-Чо-Тер                                              |